# Crandell Addington
Crandell Addington (Graham (Texas), 2 juni 1938 – San Antonio (Texas), 14 april 2024) was een Amerikaanse ondernemer en pokerspeler. Hij was in 1970 een van de oprichters van de World Series of Poker (WSOP). Daarin haalde hij zelf tussen 1972 en 1983 acht keer de laatste tien in het Main Event, zonder dat - of enig ander WSOP-toernooi - ooit te winnen. Addington werd in 2005 opgenomen in de Poker Hall of Fame.
Addington verdiende ruim $160.000,- in pokertoernooien (cashgames niet meegerekend). Zijn andere bezigheden hadden hem niettemin voor de oprichting van de World Series of Poker al miljonair gemaakt. Hij kreeg aan de pokertafel de bijnaam dandy, omdat hij altijd onberispelijk gekleed in pak speelt. Addington was als pokerspeler vooral actief van 1963 tot midden jaren 80, waarna hij zich weer meer op ondernemen richtte.

## Oprichting WSOP
Addington won in 1969 de Texas Gamblers Convention in Reno en kwam daar met een aantal anderen op het idee de World Series of Poker of te richten. Een jaar later was het zover. Investeringen in onder meer vastgoed en olie- en chemiebedrijven hadden hem toen al multimiljonair gemaakt. Deelnemen aan de WSOP ging hem vooral om het spel.
Addington overleed in april 2024 op 85-jarige leeftijd.

## WSOP-resultaten
- World Series of Poker 1972 - vierde in het Main Event (het $10.000 No Limit Hold'em World Championship)
- World Series of Poker 1973 - achtste in het Main Event
- World Series of Poker 1974 - derde in het $5.000 No Limit Deuce to Seven Draw-toernooi
- World Series of Poker 1974 - tweede in het Main Event (achter Johnny Moss)
- World Series of Poker 1975 - derde in het Main Event
- World Series of Poker 1976 - vierde in het Main Event
- World Series of Poker 1978 - tweede in het Main Event (achter Bobby Baldwin)
- World Series of Poker 1979 - zevende in het Main Event
- World Series of Poker 1983 - tiende in het Main Event
- World Series of Poker 1989 - 36e in het Main Event